# Konserwatiewe Party
Die Konserwatiewe Party van Suid-Afrika (kurz in Afrikaans: Konserwatiewe Party, KP, englisch: Conservative Party of South Africa, CP, deutsch: „Konservative Partei“) war eine Partei in Südafrika. Kurz vor dem Ende der Apartheid wurde sie zur größten parlamentarischen Oppositionspartei.

## Geschichte
Die Konserwatiewe Party entstand 1982, als sich 17 Parlamentsabgeordnete, darunter zwei Kabinettsminister von der regierenden Nasionalen Party (NP) abspalteten. Die NP war die dominante Partei im System der Apartheid, erschien jedoch einigen Kritikern als zu moderat. Anlass der Spaltung war die Bildung eines Dreikammersystems mit Parlamenten für die Coloureds und „Inder“. Erster Führer der KP war Andries Treurnicht, vormals Pastor der Niederländisch-reformierten Kirche und südafrikanischer Bildungsminister. Die Anhänger der KP waren überwiegend Buren, die auf dem Lande lebten, besonders in der damaligen Provinz Transvaal. Nach den Wahlen am 6. Mai 1987 wurde die Konserwatiewe Party anstelle der liberalen Progressive Federal Party mit 22 Abgeordneten stärkste Oppositionskraft und damit „offizielle Opposition“ zur NP. Bei den Kommunalwahlen im selben Jahr gewann sie in Transvaal in 60 von 110 Gemeindewahlbezirken und im Oranje-Freistaat in einem Viertel der Gemeindewahlbezirke. Bei den Parlamentswahlen 1989, den letzten Wahlen vor dem Ende der Apartheid, erhielt sie rund 31,5 Prozent der Stimmen und blieb offizielle Oppositionspartei.
In dem Referendum 1992 stimmten nur 32 Prozent der wahlberechtigten Weißen für den Stopp der Verhandlungen, den die KP empfohlen hatte. 1993 starb Treurnicht und Ferdinand Hartzenberg wurde neuer Parteivorsitzender. Die KP entschied sich, die Parlamentswahlen 1994, bei der erstmals alle erwachsenen Südafrikaner abstimmen durften, zu boykottieren. Ihr Einfluss verfiel daraufhin zu Gunsten der politisch ähnlichen Vryheidsfront (Freiheitsfront). 2003 fusionierten die beiden Parteien zusammen mit der Afrikaner Eenheidsbeweging zur Vryheidsfront Plus.
Der KP-Politiker Clive Derby-Lewis war maßgeblich an der Ermordung des ANC-Politikers Chris Hani im Jahr 1993 beteiligt. Im selben Jahr wurde er dafür schuldig gesprochen. 1997 gab Hartzenberg vor der Wahrheits- und Versöhnungskommission zu, dass die Ermordung mit Billigung der Parteiführung ausgeführt worden war, um das Land zu destabilisieren. Derby-Lewis wurde für die Tat zu einer lebenslangen Haftstrafe verurteilt.